# Johann Paul Geycke
Johann Paul Geycke (né en 1726, mort en 1804 à Hambourg) est un facteur d'orgues allemand du XVIIIe siècle .
Geycke dirige son propre atelier à Hambourg. Georg Wilhelm Wilhelmi (1748-1806) est son compagnon. Geycke parvient en 1765 à faire exclure de Hambourg Johann Daniel Busch (1735-1787) le facteur d'orgues du Schleswig-Holstein.
Son fils, Joachim Wilhelm Geycke (1768-1840), continue l'atelier paternel. Son petit-fils est Christian Heinrich Wolfsteller (1830-1897), maître facteur d'orgues à Hambourg et son beau-fils Balthasar Wohlien (1745-1804) de la célèbre famille de facteurs d'orgues Wohlien d'Altona, quartier de Hambourg.

## Réalisations
| Année          | Lieu                      | Bâtiment                             | Photo | Clavier | Registre | Remarques |
| -------------- | ------------------------- | ------------------------------------ | ----- | ------- | -------- | --- |
| 1752           | Kirchwerder               | Saint-Severini de Kirchwerder        |       | II/P    |          | Réparation de l'orgue de Hinrich Speter (1641) |
| 1763           | Eppendorf                 | Église Saint-Jean                    |       |         |          | Réparation et entretien . |
| 1765-76 / 1780 | Hamm                      | Église de la Trinité                 |       |         |          | Entretien de l'orgue de 1765 jusqu'en 1776; en 1780 estimation des coûts pour la réparation puis réparation et renouvellement de certains registres. |
| 1766/70-72     | Borstel, aujourd'hui Jork | Saint Nicolas                        |       | II/P    | 20       | Réparations en 1776 : soufflets, canaux, sommier, mécanique, claviers, trémulant. En 1770-1772, l'orgue est entièrement reconstruit et installé sur la galerie ouest; L'instrument reçoit par ailleurs un nouveau boîtier avec deux soufflets supplémentaires, de nouveaux canaux, deux nouveaux coffres à pédales, un nouveau mécanisme, un nouveau trombone à 16' et à 8' à l'octave dans la pédale; le cornet 2’ (péd) est transformé en trompette à 4’. Tout l'instrument est ventilé et les zimbelsternes sont placés dans les tours basses. |
| 1768           | Hamburg-Altstadt          | Église Saint-Pierre                  |       |         |          | Réparation. |
| 1768           | Sankt Pauli               | Pesthofkirche, Annenstraße           |       |         |          | Création. |
| 1774-75        | Hamburg-Altstadt          | Sankt Jacobi                         |       | IV/P    | 60       | Réparation et installation d'une nouvelle console à quatre claviers. |
| 1777/1796      | Altona                    | Église de la Sainte-trinité d'Altona |       |         |          | Réparation. |